# La mano vendicatrice
La mano vendicatrice (Ride Clear of Diablo) è un film del 1954 diretto da Jesse Hibbs.
È un film western statunitense con Audie Murphy, Susan Cabot e Dan Duryea.

## Trama
Clay O'Mara, al ritorno presso la sua città natale in seguito all’uccisione di suo padre e di suo fratello, cerca vendetta e una stella sul petto. Diventato il vice dello sceriffo Fred Kenyon, ben presto O'Mara scopre che gli stessi banditi che hanno rubato il bestiame ai suoi familiari sono al servizio proprio del corrotto sceriffo Kenyon e dell'avvocato Meredith, quest'ultimo l'esecutore materiale del duplice delitto. Incaricato di arrestare il pistolero Whitey Kincade, O'Mara troverà in lui un alleato per sgominare la banda di ladri di bestiame e neutralizzare Kenyon e Meredith.

## Produzione
Il film, diretto da Jesse Hibbs su una sceneggiatura di George Zuckerman e D.D. Beauchamp con il soggetto di Ellis Marcus, fu prodotto da John W. Rogers per la Universal International Pictures e girato a Victorville e nelle Alabama Hills in California.

## Distribuzione
Il film fu distribuito con il titolo Ride Clear of Diablo negli Stati Uniti dal 10 febbraio 1954 al cinema dalla Universal Pictures.
Alcune delle uscite internazionali sono state:
- in Svezia il 23 agosto 1954 (Diablo Kid)
- in Austria nell'ottobre del 1954 (Ritt mit dem Teufel)
- in Francia il 20 ottobre 1954 (Chevauchée avec le diable)
- in Germania Ovest il 22 ottobre 1954 (Ritt mit dem Teufel)
- in Danimarca il 7 febbraio 1955 (Rid udenom Diablo!)
- in Belgio il 3 giugno 1955 (Chevauchée avec le diable)
- in Portogallo il 15 aprile 1956 (Vidas Turbulentas)
- in Giappone il 15 aprile 1958
- nei Paesi Bassi (De duivel van Diablo)
- in Spagna (El valle de la ira)
- in Venezuela (La mano vengadora)
- in Brasile (Traição Cruel)
- in Italia (La mano vendicatrice)

## Promozione
La tagline è: "No one with a badge ever rides back from Diablo!".

## Critica
Secondo Leonard Maltin il film è un "intelligente western senza pretese" e risulta "un'ottima vetrina per i talenti dei suoi simpatici protagonisti".